# خانه شفیع‌پور و شرکاء
خانه شفیع پور و شرکاء مربوط به دوره معاصر است و در شهرستان فومن، شهرک تاریخی ماسوله واقع شده و این اثر در تاریخ ۲۵ اسفند ۱۳۸۰ با شمارهٔ ثبت ۵۱۷۴ به‌عنوان یکی از آثار ملی ایران به ثبت رسیده است.